# Кенигс Вустерхаузен
Кенигс Вустерхаузен (њем. Königs Wusterhausen) град је у њемачкој савезној држави Бранденбург. Једно је од 37 општинских средишта округа Даме-Шпревалд. Према процјени из 2010. у граду је живјело 33.400 становника. Посједује регионалну шифру (AGS) 12061260.

## Географски и демографски подаци
Кенигс Вустерхаузен се налази у савезној држави Бранденбург у округу Даме-Шпревалд. Град се налази на надморској висини од 36 метара. Површина општине износи 95,8 km². У самом граду је, према процјени из 2010. године, живјело 33.400 становника. Просјечна густина становништва износи 349 становника/km².

## Међународна сарадња
| Мјесто     | Држава | Врста сарадње | Од    |
| ---------- | ------ | ------------- | ----- |
| Прибрам    | Чешка  | партнерство   | 1974. |
| Џермантаун | САД    | партнерство   | 1994. |
| Извор      |        |               |       |